# 치르쿨라네

치르쿨라네의 위치

치르쿨라네(슬로베니아어: Cirkulane)는 슬로베니아의 도시로 면적은 32.1km2, 높이는 229m, 인구는 2,078명(2002년 기준), 인구 밀도는 64.7명/km2이다.